# استان دوس ده مایو
استان دوس ده مایو (به اسپانیایی: Provincia de Dos de Mayo) یک استان در پرو است که در منطقه اوئانوکو واقع شده‌است. استان دوس ده مایو ۱٬۴۳۸٫۸۸ کیلومتر مربع مساحت و ۳۳٬۲۵۸ نفر جمعیت دارد و ۳٬۲۲۶ متر بالاتر از سطح دریا واقع شده‌است.